# Breathe (utwór U2)
Breathe – to utwór rockowej grupy U2, pochodzący z wydanego w 2009 albumu No Line On The Horizon.
Została zainspirowana przez Jimmiy'ego Page’a oraz Jacka White’a, z którymi The Edge spotkał się na planie filmu It Might Get Loud.

## Tekst
Według interpretacji Andrei Morandiego w książce U2. The Name Of Love słowa opowiadają o akwizytorze, który streszcza jeden ze swoich dni roboczych - czyli pojawiający się w tekście 16 czerwca. Akcja rozpoczyna się o godzinie 9.04, kiedy to podmiot liryczny puka do czyichś drzwi, jednak to osoba nie zamierza niczego kupić. Niedoszły kupujący zaczyna opowiadać, że jego przodkowie od strony matki byli akwizytorami, więc samemu nic nie kupuje od obwoźnych sprzedawców. W refrenie pojawiają się refleksje głównego bohatera: 
 Every day I die again, and again I'm reborn;

Every day I have to find the courage to walk down into the street

a następnie odzyskanie godności: 

Got a love you can't defeat;

I can breathe 

W drugiej zwrotce można odszukać informacje dotyczące umiejscowienia akcji: 

Nine 0 nine, St. John Divine.
 Kościoły lub katedry określone jako St. John Divine występują dość powszechnie, lecz słowa: 

Chinese stocks are goning up 
 nasuwają skojarzenie z miastem, w którym znajduje się także giełda papierów wartościowych. Metropolia, która spełnia oba warunki to Nowy Jork (NYSE oraz Katedra św. Jana). Dodatkowo Morandi twierdzi, że bohater zmierza do szpitala
na badania, o czy mają świadczyć słowa: 

Doc says you're fine, or dying

(...) My pulse is fine.
Ta interpretacja jest tym bardziej prawdopodobna, że jak Bono sam przyznał, część jego rodziny ze strony matki trudniła się właśnie handlem obwoźnym.

## Wykonania na żywo
Breathe zostało wykonane na żywo po raz pierwszy w studiu Hanover Quay, wraz z No Line on the Horizon, 12 lutego 2009 podczas minikoncertu dla niewielkiej grupy fanów. Następnie zespół prezentował ten utwór podczas wizyt między innymi w programach: NBC Saturday Night Live oraz Late Show with David Letterman. Ponadto podczas każdego koncertu z dwóch pierwszych części trasy U2 360° Tour była to pierwsza piosenka wykonywana na żywo przez grupę Podczas dwóch kolejnych etapów tournée 360° U2 zrezygnowało z grania tej piosenki.

## Wydania
- Poza standardowym wydaniem na płycie, wersja na żywo z Somerville Theatre w Bostonie była dostępna jako drugi utwór na singlu Magnificent.
- Inna wersja była jako dodatek na koncertowym DVD U2 360° at the Rose Bowl w wersji Deluxe lub Super Deluxe Box